# Luftskib L 22
Luftskib L 22 (fabriksnr. LZ 64) var en Q-klasse zeppeliner, som blev bygget på Luftschiffbau Zeppelin i Löwental ved Friedrichshafen til den tyske Kaiserliche Marine og foretog sin første flyvning 3. marts 1916.
Det helt nybyggede luftskib besøgte luftskibsbasen i Tønder og kom 16. april tilbage, men fik i stærk sidevind forpartiet slemt beskadiget, da det dagen efter skulle bugseres ind i Toska-hallen.
Skaden udbedredes og L 22 nåede at udføre i alt 30 rekognosceringer og 8 bombetogter indtil det 14. maj 1917 blev skudt i brand over Nordsøen ud for øen Terschelling.

## Stationering og kommandanter
Efter lynvisit i Tønder stationeredes L 22 fra 15. marts 1916 i Nordholz ved Cuxhaven, 16. april i Tønder, 20. september igen i Nordholz, 3. marts 1917 i Hage og 5. april i Wittmundhafen (oprindelig oprettet af den tyske hær). De sidste 2 steder ligger i Østfrisland.
Luftskibet havde 4 forskellige kommandanter:
- Fra 10. marts 1916 kaptajnløjtnant Martin Dietrich. Han var tidligere kommandant på L 9 og efterfølgende på L 38, L 42 og L 71.
- Fra 7. oktober 1916 kaptajnløjtnant Heinrich Hollender
- Fra 14. februar 1917 kaptajnløjtnant Hankow
- Fra 22. februar 1917 premierløjtnant Ulrich Eduard Lehmann

## Bombning af Cleethorpes ved Grimsby 1. april 1916
Natten mellem 31. marts og 1. april 1916 deltog kaptajnløjtnant Martin Dietrich som kommandant på L 22 fra basen i Nordholz i et bombetogt med i alt 7 af marinens zeppelinere planlagt mod London og East Anglia.
De 4 andre zeppelinere var L 13 (Heinrich Mathy), L 14 (Alois Bocker), L 15 (Joachim Breithaupt) og L 16 (Werner Peterson). Desuden skulle L 9 (fra basen i Hage) og L 11 have deltaget, men de afbrød missionen inden de nåede frem.

L 22 havde motorproblemer og krydsede Lincolnshires kyst ved Mablethorpe kl. 01, hvor kommandant Dietrich i stedet drejede nordpå for at angribe dokkerne ved Grimsby i Humber-fjorden.
I Grimsby-forstaden Cleethorpes spottedes luftskibet af projektørerne fra Taylor's Avenue batteriet og beskydning indledtes af et antiluftskyts-gevær ved radiostationen i Waltham. L 22 smed derfor 26 bomber i det åbne land ved Humberston og skadede en gård.

L 22 kastede en lysbombe for enden af Cleethorpes's mole, returnerede over jernbanen og kastede en højeksplosiv bombe, som ramte baptistkirken ved Alexandra Road og nogle omkringliggende butikker med bølgeblik-tag, hvor soldater fra Manchester-regimentets 3. bataljons A og E-kompagnier (mobiliseret 1914 i Ashton-under-Lyne) kun nogle timer inden var blevet indkvarteret.
Ved detonationen mod baptistkirkens skifertag styrtede toppen af nordmuren og omkring halvdelen af taget ned over soldaterne, hvoraf 27 døde øjeblikkeligt og omkring 52 såredes, hvoraf 4-5 døde kort tid efter.
Kun 4 soldater fra det 70 mand store A-kompagni i kirken slap helt uskadt, fordi de havde spillet kort i en kælder, de var brudt ind i.

Ikke langt derfra ramte 2 andre ud af i alt 6 højeksplosive bomber hhv. kommunekontoret på hjørnet af Cambridge Street og Sea View Street.
På tilbageturen blev L 22 beskudt af en skovlhjuls-minestryger fortøjet i Humber-flodens munding ved Spurn Head, men nåede sikkert hjem til Nordholz.

Derimod kan nævnes, at L 15 efter beskydning måtte nødlande ved Themsens munding, hvor besætningen reddedes op af vandet og bortset fra en enkelt dræbt, interneredes.
Den 4. april 1916 blev 24 af de dræbte begravet i en fælles grav på kirkegården i Cleethorpes, hvor 2 år senere et stort hvidt kors rejstes som mindesmærke. I 1927 genindviedes baptistkirken, hvor en glasmosaik minder om Manchester-regimentet.

## Beskadiget i Tønder 17. april 1916
Efter Martin Dietrichs hjemkomst 16. april til luftskibsbasen i Tønder skulle L 22 i stærk sidevind dagen efter bugseres ind i Toska-hallen, men luftskibet ramlede mod porten og fik hele forpartiet ødelagt.
Skaden blev repareret i Tønder, men ellers vides fra tiden i Tønder kun, at det deltog i rekognoscering i forbindelse med søslaget ved Jylland natten til den 1. juni 1916.

## Bombning af Sheffield 25. september 1916
L 22 flyttedes 20. september 1916 af kommandant Martin Dietrich fra Tønder tilbage til basen i Nordholz og deltog allerede 25. september i et bombetogt mod England. Togtet var planlagt med 7 luftskibe, men vistnok 5 kom afsted og heraf tog de 3 en sydlig rute mod London.
L 22 fulgte efter L 21 (45 minutter senere ved Lincolnshires kyst) på en noget nordligere rute end den planlagte mod Derby og Nottingham i East Midlands, og endte begge omkring Sheffield, hvor der var meget skyet. Kl. 22.54 opsendtes et biplan natjagerfly fra Coal Aston Airfield syd for Sheffield for at lede efter L 21, der fortsatte nord om byen og langt mod nordvest for at ende med at bombe Bolton. Flyet ødelagdes, da det senere vendte hjem for at lande.
Martin Dietrich gættede rigtigt, at L 22 var ankommet til Sheffield, og fløj fra sydøst i det meste af en cirkel med uret rundt over byen, inden det kl. 00.25 begyndte at kaste 36 bomber i de nordøstlige bydele Burngreave og Attercliffe.
Bomberne dræbte 9 mænd, 10 kvinder og 10 børn, heraf 25 øjeblikkeligt, og desuden var 19 sårede.
Værst gik det ud over Cossey Road 26 (familierne Harrison, Rhodes, Newton og Southerington), Cossey Road 10 (familien Hames) og Corby Street 136 (familien Tyler) med hhv. 10, 3 og 9 dræbte.
Alle de dræbte begravedes på Burngreave-kirkegården, bortset fra den unge familie Hames, som kom på Abbey Lane-kirkegården.

Ved Corby Street lå 2 stålværker som ikke blev ramt. Derimod ødelagdes helt en metodistkirke i Princess Street.
L 22 passerede syd om Doncaster på tilbagevejen mod Nordholz.
Angrebet gav anledning til stor kritik af Sheffields 3 antiluftskyts-batterier, som ikke kom i gang, fordi personalet var til bal på byens Grand Hotel. Kun et batteri i Shiregreen nord for byen affyrede 2 runder skud uden at ramme.

## Bombetogt mod England 27./28. november 1916
Efter at have overtaget luftskibet 7. oktober afsendtes kommandant Heinrich Hollender og en frisk besætning 27. november 1916 kl. 13 på deres første bombetogt sammen med L 34 (Max Dietrich) og L 21 (Kurt Frankenberg) fra basen i Nordholz, hvor i alt deltog 10 luftskibe, heriblandt L 30 (Buttlar-Brandenfels) fra Tønder og 6 andre fra Ahlhorn og Hage.

Over Nordsøen delte luftskibene sig i 2 grupper, en sydlig og en nordlig, hvor L 22 deltog i den sydlige sammen med L 13, L 14 (Manger), L 16 og L 21 (Frankenberg), som krydsede kysten mellem Scarborough og Humber for at bombe industri-områder i English Midlands.
Omkring kl. 1.30 blev L 22 beskudt af antiluftskyts vest for den indre del af Humber-fjorden i Howden-området og havde kastet de sidste bomber, da 1. officeren opdagede luftskibet tabte højde.
Det viste sig i mørket at granatsplinter havde forårsaget lækage på gascellerne.
Hollender besluttede at gå ned i 2.000 fods højde, hvor trykket var mindre og luftskibet uset fløj hjemover, mens al vandballast, våben og endda overskydende benzin blev smidt overbord.
Imens beordrede han sin 1. officer at tage kontakt med den tyske flådeadmiral over radioen og meddele sin angrebsrapport og tilføje: 'Luftskibet er blevet alvorligt skadet af artilleriskyts og har strengt nødvendig brug for assistance'.
5 minutter senere svaredes, at torpedobåde og krydsere sendtes ud, og i morgengryet 60 sømil nordvest for Borkum kom 2. torpedobådsflotille dem i møde.
Det var ikke muligt at nå tilbage til Nordholz, men det lykkedes for Hollender at foretage en hård nødlanding ved den nærmere base Hage, med 3 ton overvægt. Luftskibet repareredes.

Det gik helt galt for de andre 2 luftskibe fra Nordholz. L 34 med 46-års fødselsdagsbarnet Max Dietrich førte an i den nordlige gruppe, men blev opdaget af søgelys og skudt i brand af et fly lidt før midnat over havet nær Hartlepool, hvorefter de andre trak sig tilbage.
Fra den sydlige gruppe fløj L 21 dybt ind over England, men blev forfulgt over land ned til Norfolk og skudt i brand ud for Lowestoft kl. godt 6 om morgenen.

## Nedskudt ved Terschelling 14. maj 1917
Tidligt om morgenen den 14. maj 1917 var L 22 med kommandant Ulrich Lehmann efter at være udfløjet fra Wittmundhafen på rekognoscering over Nordsøen i 1 km højde nord for den hollandske ø Terschelling, da luftskibet kl. 04.48 GMT på 20 km afstand fra 5.000 fod højde blev opdaget af en Curtiss H-12 (Large America) vandflyver fra Royal Naval Air Service i Great Yarmouth.
Ombord på flyet var 2-pilot og skytte J.O. Galpin, 1-pilot Robert Leckie, observatør og agterskytte Whatling, samt mekaniker J.R. Laycock.
Efter at være gået op i 2 km højde (6.000 fod) og have droppet nogle bomber for at lette vægten overlod Galpin styringen til Leckie og gik selv ud i boven. Luftskibet havde haft retning mod sydvest direkte mod flyet, men vendte mod nord og senere nordøst og opdagede tilsyneladende først flyet meget sent, da himlen i vestlig retning var meget mørk. På 3 km afstand lagde vandflyveren sig i 5.000 fod højde og fart 75 knob. Først på under 1 km afstand (½ mile) så luftskibet ud til at øge hastighed og stige opad. Vandflyveren dykkede med 90 knob til 3.800 fod og lagde an til overhaling af luftskibet på styrbord side 20 fod under gondolerne med en fart af 75 knob. Klokken var da 5.15.

Imens havde Galpin kort før passagen begyndt at skyde med sine 2 Lewis maskingeværer og så de brandbare kugler gå ind i zeppelinerens krop i styrbord side lidt under midten, men begge maskingeværer var gået i stykker, da Leckie 100 fod foran luftskibet drejede til højre.
De fik 15 sekunder senere atter luftskibet i syne, der da hang med bagenden 45 grader nedad og bagerste halvdel lyste op.
5-6 sekunder senere var hele luftskibet i brand og det begyndte at falde lodret med halen nedad.
Agterskytten Whatling så navnet L 22 malet under næsen og 2 besætningsmedlemmer hoppe i havet. Den ene var L 22's agterskytte, der havde været lige over den vandrette halefinne og den anden kom fra en af de bagerste gondoler.
Da luftskibet var faldet til 1 km højde sås 4 store vandsøjler stige op af havet, formentlig fordi nogle bomber havde revet sig løs og var faldt ned.
45 sekunder efter antændelsen var luftskibets krop brændt ud og skelettet faldt i havet, hvor det efterlod en masse sort aske i overfladen og der steg brun røg op i 500 m højde, som kunne ses i 15 minutter.
Med kursen hjemad genoptog vandflyveren 5 minutter efter kommunikationen med Great Yarmouth og kunne lande der kl. 7.50, efter næsten kun at have fløjet gennem regnstorm.

Nedskydningen af zeppelineren var den første foretaget af en amerikanskbygget vandflyver, men en måned efter blev L 43 med kommandant Hermann Kraushaar tæt på samme sted og under lignende omstændigheder, skudt ned af samme type vandflyver.
Pilot Leckie blev 6. august 1918 også krediteret for at skyde L 70 med luftskibschefen Peter Strasser ned, men denne gang som agterskytte i et biplan.

## Eksterne links
- Zeppelin L 22 - Luftschiffe in Tondern Arkiveret 14. august 2017 hos  Wayback Machine - zeppelin-museum.dk
- Luftschiff L 22 - frontflieger.de
- LZ 64 - luftschiff.de
- LZ64 Arkiveret 20. oktober 2014 hos  Wayback Machine - sebastianrusche.com
- Lz64 - L22 Arkiveret 5. marts 2016 hos  Wayback Machine - p159.phpnet.org (fransk)
- LZ64(L22) - air-ship.info (kinesisk)
- 14-May-1917 Zeppelin LZ.64 - Aviation Safety Network
- Gefallene Marine-Luftschiff L 22 - archivgnoien.de.tl

1. ↑  Air raid Cleethorpes april 1915 - theaerodrome.com
2. ↑  WW1 history revealed: Zeppelin tragedy kills soldiers on British soil Arkiveret 28. april 2015 hos  Wayback Machine - salfordonline.com
3. ↑  A Zeppelin, Cleethorpes and the Manchester Regiment - themanchesters.org
4. ↑  Manchesters killed at Cleethorpes - rootschat.com
5. ↑  The Baby Killers: German Air Raids on Britain in the First World War, af Thomas Fegan (2002). ISBN 9781781592038
6. ↑  Zeppelin Raid - Cleethorpes, Lincs Arkiveret 20. oktober 2014 hos  Wayback Machine - 1914-1918.invisionzone.com
7. ↑  Cleethorpes, Lincolnshire: Air Raid Shelter - BBC
8. ↑  Z is for Zeppelin Arkiveret 6. maj 2012 hos  Wayback Machine - shootingparrots.co.uk
9. ↑  Zeppelin air raids on Lincolnshire during WWI Arkiveret 16. november 2016 hos  Wayback Machine - rodcollins.com
10. ↑  Cleethorpes Cemetery - cwgc.org
11. ↑  Cleethorpes Cemetery - nzwargraves.org.nz
12. ↑  Order of Battle Jutland / Skagerrak 31 May to 1 June 1916 - navweaps.com
13. ↑  Sheffield's First Air Raid - 25th September 1916 - chrishobbs.com
14. ↑  Long Shadows Over Sheffield Arkiveret 27. oktober 2014 hos  Wayback Machine - acmretro.com
15. ↑  Sheffields First Air Raid - The Home Front: Sheffield in the First World War, af Scott Lomax (2014). ISBN 9781473833265
16. ↑  Demolition of Princess Street Wesleyan Chapel - picturesheffield.com
17. ↑  My first and most dangerous raid on England - The German air force in the Great War, af major Georg Paul Neumann (1921)
18. ↑  Edward Laston Pulling: Fengates Hero Arkiveret 23. november 2015 hos  Wayback Machine - fengatesroad.com
19. ↑  La terreur Zeppelin 1914-1916 - histoquiz-contemporain.com
20. ↑  "Wenn die Zeppeline kommen ..." - flecken-hage.com
21. ↑  On this day 28 November 1916 - fleetairarmoa.org
22. ↑  WW1: Zeppelin shot down over North Sea after attacking Staffordshire Arkiveret 6. oktober 2014 hos  Wayback Machine - stokesentinel.co.uk
23. ↑  May 14, 1917 The Maple Leaf - La Feulle d'Erable 9. maj 2007, side 18 - publications.gc.ca
24. ↑  On this day 14 May 1917 - fleetairarmoa.org
25. ↑  A zeppelin destroyed in the North Sea - New York Times 15. maj 1917
26. ↑  This is my entry for the Felixstowe Arkiveret 26. oktober 2014 hos  Wayback Machine -riseofflight.com